# Polystictus superciliaris
Polystictus superciliaris là một loài chim trong họ Tyrannidae.